# Нефтяник (футбольный клуб, Ярославль)
«Нефтяник» — российский футбольный клуб из Ярославля. Основан в 1963 году при Ново-Ярославском нефтеперерабатывающем заводе.
Основные успехи связаны с именем главного тренера и президента клуба Валентина Викторовича Волкова.. На домашнем стадионе «Нефтяника» «Славнефть» ежегодно проводится турнир ветеранских команд памяти В. В. Волкова (скончался в 2005 году).
До 1993 года «Нефтяник» преимущественно выступал в первенстве Ярославской области, в 1993 году — в зоне «Центр-В» первенства России среди коллективов физкультуры. В 1994 году получил профессиональный статус, поэтому на клубной эмблеме был отмечен именно 1994 год. Лучшее достижение — 8 место в зоне «Запад» Второй лиги в 2000 году. В этот период интенсивно сотрудничал с основным ярославским клубом «Шинник» в деле подготовки футбольного резерва.
По окончании сезона 2002 года потерял профессиональный статус, после чего выступает на первенство города Ярославля. Деградация профессионального клуба произошла после приватизации компании «Славнефть», в состав которой входит Ново-Ярославский НПЗ. Новый владелец — компания «ТНК-BP» — отказался от прежней социальной нагрузки предприятия.
В 2007, 2010, 2011, 2013, 2015, 2016, 2017 годах становился победителем Открытого первенства Ярославля, которое по уровню участвующих команд конкурирует с первенством Ярославской области. В 2012 и 2018 годах в первенстве Ярославля занимал второе место. Заводские команды занимают ведущие места в региональных турнирах ветеранов по футболу, зимних турнирах по мини-футболу.
Основной домашний стадион и тренировочная база — «Славнефть» («Атлант», «Нефтестроевец»), построен в начале 1960-х годов. В 2012 году планировалась реконструкция данного стадиона под нормативы Футбольной национальной лиги, пока основной стадион Ярославля «Шинник» реконструировался к чемпионату мира по футболу 2018 года (в дальнейшем Ярославль был исключен из числа городов, принимающих данный чемпионат). Также в качестве домашней арены использовались ярославские стадионы «Локомотив», «Красный Перекоп», «Шинник» и стадион «Спартак» в городе Ростове. В связи с реконструкцией стадиона «Славнефть» (входил в предварительный список объектов тренировочных баз к чемпионату мира, однако в итоге стадионы «Славнефть» и «Шинник» оказались в числе невостребованных) в сезоне-2018 домашней ареной клуба на несколько месяцев стал стадион ГУОР по хоккею (ул. Дядьковская, 7). В августе 2018 года реконструкция «Славнефти» успешно завершилась, и «Нефтяник» вернулся на родной стадион.

## Известные игроки
- Александр Малышев, впоследствии выступал в высшей лиге за «Шинник» (Ярославль).
- Артём Енин, впоследствии выступал в высшей лиге за «Шинник» (Ярославль).
- Виктор Мягков, впоследствии выступал в высшей лиге за «Шинник» (Ярославль) и молодежную сборную России.
- Вячеслав Лоторёв, выступал в высшей лиге за «Шинник» (Ярославль).
- Дамир Хакимов, впоследствии выступал в первой лиге за «Шинник» (Ярославль), «Газовик-Газпром» (Ижевск).
- Василий Черницын, впоследствии выступал в высшей лиге за «Шинник» (Ярославль).
- Ярослав Харитонский, впоследствии выступал в высшей лиге за «Шинник» (Ярославль).
- Андрей Гальянов, ранее выступавший в высшей лиге за «Шинник» (Ярославль), в «Нефтянике» завершил карьеру.
- Валерий Бакин, также ранее играл в составе «Шинника» (Ярославль), в «Нефтянике» завершил карьеру.